# Corrigiola propinqua
Corrigiola propinqua är en kransörtsväxtart som beskrevs av Claude Gay. Corrigiola propinqua ingår i släktet skoremmar, och familjen kransörtsväxter. Inga underarter finns listade i Catalogue of Life.